# Голенкины (дворянский род)
Голенкины — древний дворянский род.
Потомство Елизария Петровича Голенкина и его сыновей Ивана, Афанасия и Семёна, жалованных поместьями (1629).
При подаче документов (22 мая 1686), для внесения рода в Бархатную книгу, была предоставлена родословная роспись Голенкиных и две царские жалованные грамоты (1578 и 1591), за подписью Григория Голенкина. Происхождение рода при подаче документов не указан.

## История рода
Род испомещён в Суздальском уезде. Петру Фёдоровичу Голенкину жалованы деревни Черницыно, Сосновица, Стрельцово, Косино в Гореновском стану, Суздальского уезда (1578), а пустоши Дворишка и Низкое в Шуйском уезде (1591).
Елизар Голенкин служил по Суздалю в детях боярских (1615). Семён Голенкин голова в Суздале (1629). Александр Елизарович вёрстан новичным окладом по Переславлю-Залесскому (1628). Суздалец Алексей Иванович приводил к вере Оршанских мещан (1655).
Трое представителей рода владели населёнными имениями (1699).

## Описание герба
В золотом поле, с правого верхнего к левому нижнему углу изображена дугами перерезанная голубая полоса с двумя на ней шестиугольными серебряными звездами.
На щите дворянский коронованный шлем. Нашлемник: три страусовых пера. Намёт на щите золотой, подложенный голубым. Герб рода Голенкиных внесен в Часть 4 Общего гербовника дворянских родов Всероссийской империи, стр. 100.

## Известные представители
- Голенкин Иван Семёнович — суздальский городовой дворянин (1629).
- Голенкин Иван — капитан драгунского строя (1659).
- Голенкин Алексей Иванович — московский дворянин (1671—1677).
- Голенкин Григорий Иванович — московский дворянин (1676—1677), принят в Спасо-Евфимиевский монастырь за старостью и увечием (1690).
- Голенкин Василий Григорьевич — стряпчий (1682), стольник (1686—1692).
- Голенкин Алексей Алексеевич — стряпчий (1692)[6].